# Flettner Flugzeugbau

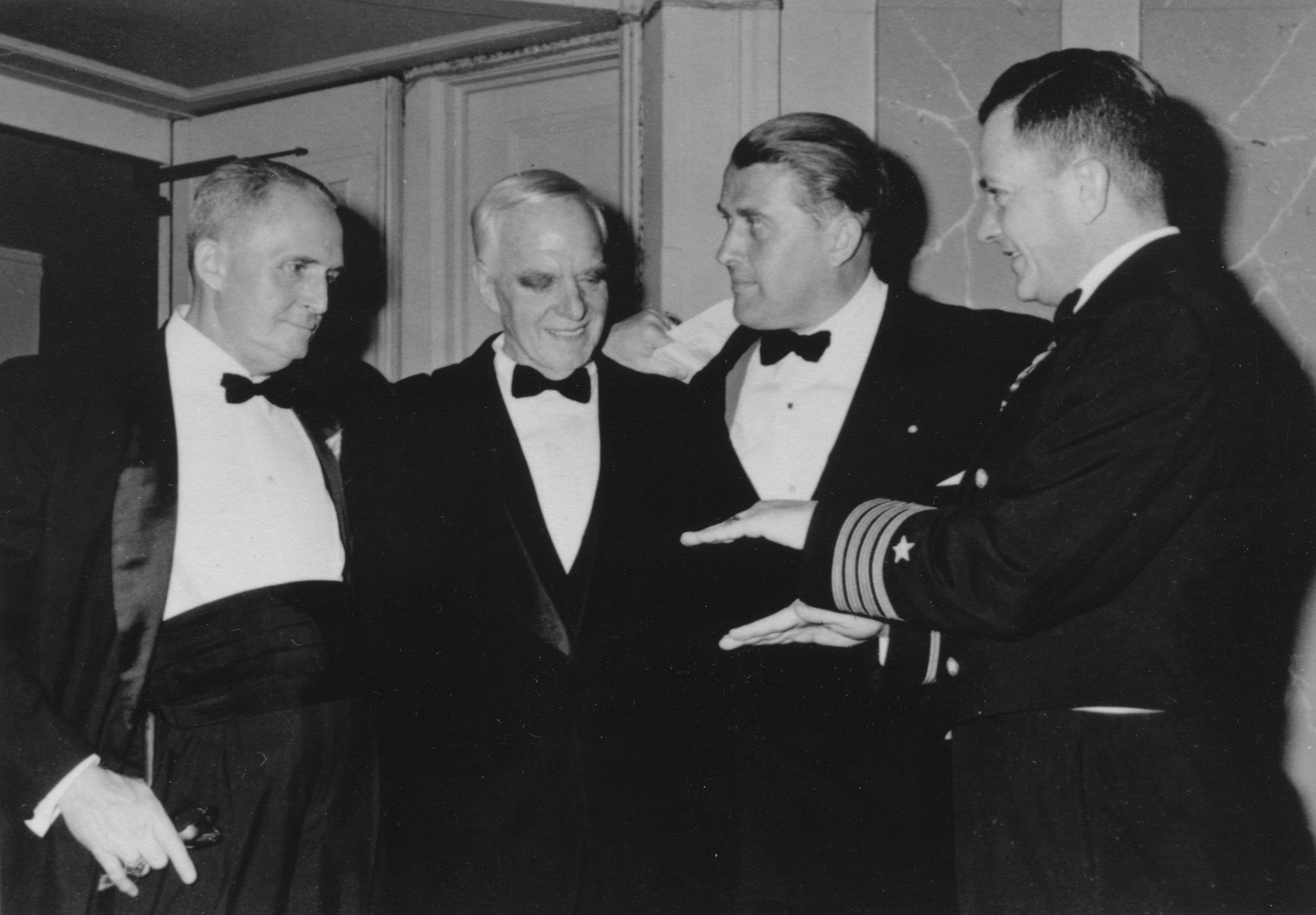
Flettner (2. v. links) mit Wernher v. Braun

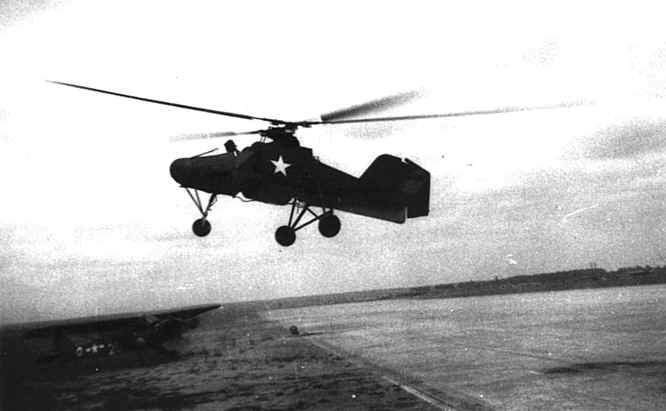
Flettner Fl 282 in den USA bei Flugversuchen

Die Flettner Flugzeugbau war ein deutscher Hersteller von Hubschraubern, der von Anton Flettner 1935 in Berlin-Johannisthal gegründet worden war und in der Rechtsform einer GmbH bis 1945 existierte.

## Geschichte
Im Jahre 1917 konstruierte der Ingenieur Anton Flettner ein Flugzeugruder mit Hilfssteuerfläche und meldete dieses 1918 zum Patent an. Diese unter dem Begriff Flettner-Ruder oder Flettner-Klappe bekannte Erfindung bot er auch für den Schiffbau an. Nach 1921 entwickelte Flettner den Flettner-Rotor als Schiffsantrieb, der hierzu den Magnus-Effekt ausnutzt. Die Versuche musste er aber 1926 abbrechen, da die erreichte Vortriebskraft für den praktischen Einsatz zu gering war.
Die von ihm geplante Konstruktion eines Drehflügelflugzeuges war nach vielen Rückschlägen erst nach etwa acht Jahren um 1935 mit der Fl 184 und der Fl 185 erfolgreich. 1938 konstruierte Flettner zusammen mit Kurt Hohenemser und Gerd Sissingh die Fl 265. Dieser neuartige Hubschrauber löste durch gegenläufig ineinanderkämmende Rotoren (Flettner-Doppelrotor) das Problem des Drehmomentausgleichs. Er entwickelte 1940 die Flettner Fl 282 Kolibri, die ähnlich dem Vorgängermodell gebaut war. Es wurden mehr als 20 Stück produziert und ab Ende 1942 bei der Bordfliegerstaffel 3./196 eingesetzt.
Zwei dieser Hubschrauber gelangten als Kriegsbeute in die USA. Flettner folgte nach dem Zweiten Weltkrieg 1947 einer Einladung in die USA und blieb als Chefkonstrukteur bei der Kaman Corporation, für die er unter anderem neue Hubschrauber nach dem Prinzip des Flettner-Doppelrotors entwickelte. Er leitete die Helikopterforschung der US-Armee und war Präsident der Flettner Aircraft Corporation in Kew Gardens, Queens, New York City.